# When I Get Low I Get High
 (octobre 2022).
Clip vidéo
[vidéo] « Ella Fitzgerald & Chick Webb orchestra - When I Get Low I Get High », sur YouTube
When I Get Low I Get High est un standard de jazz américain, de l'auteur-compositrice Marion Sunshine (en),, enregistré en 1936 par Ella Fitzgerald avec le big band jazz de Chick Webb, chez Decca Records, premier grand succès de sa carrière. 

## Histoire
L'actrice et chanteuse américaine de comédies musicales de Broadway Marion Sunshine (en) écrit et compose ce standard de swing-jazz sur un rythme de Charleston,, inspiré du tube Puttin' On the Ritz, d'Irving Berlin, de 1929.
Ella Fitzgerald fait alors ses débuts avec succès et enregistre ses premiers singles avec le big band jazz de Chick Webb, au club de jazz Savoy Ballroom de Harlem à New York (durant la période de la Renaissance de Harlem de l'ère du jazz américaine d'entre-deux-guerres) lorsqu'elle enregistre ce premier tube, à l'age de 19 ans, avant de reprendre l'orchestre sous son nom en 1939 « Ella Fitzgerald and Her Famous Orchestra », à la disparition de Chick Webb, puis de débuter sa longue carrière solo en 1941.

## Reprises et adaptations
Ce standard de jazz est repris et adapté par de nombreux interprètes, dont The Hot Sardines...